# Gunter Böhmer

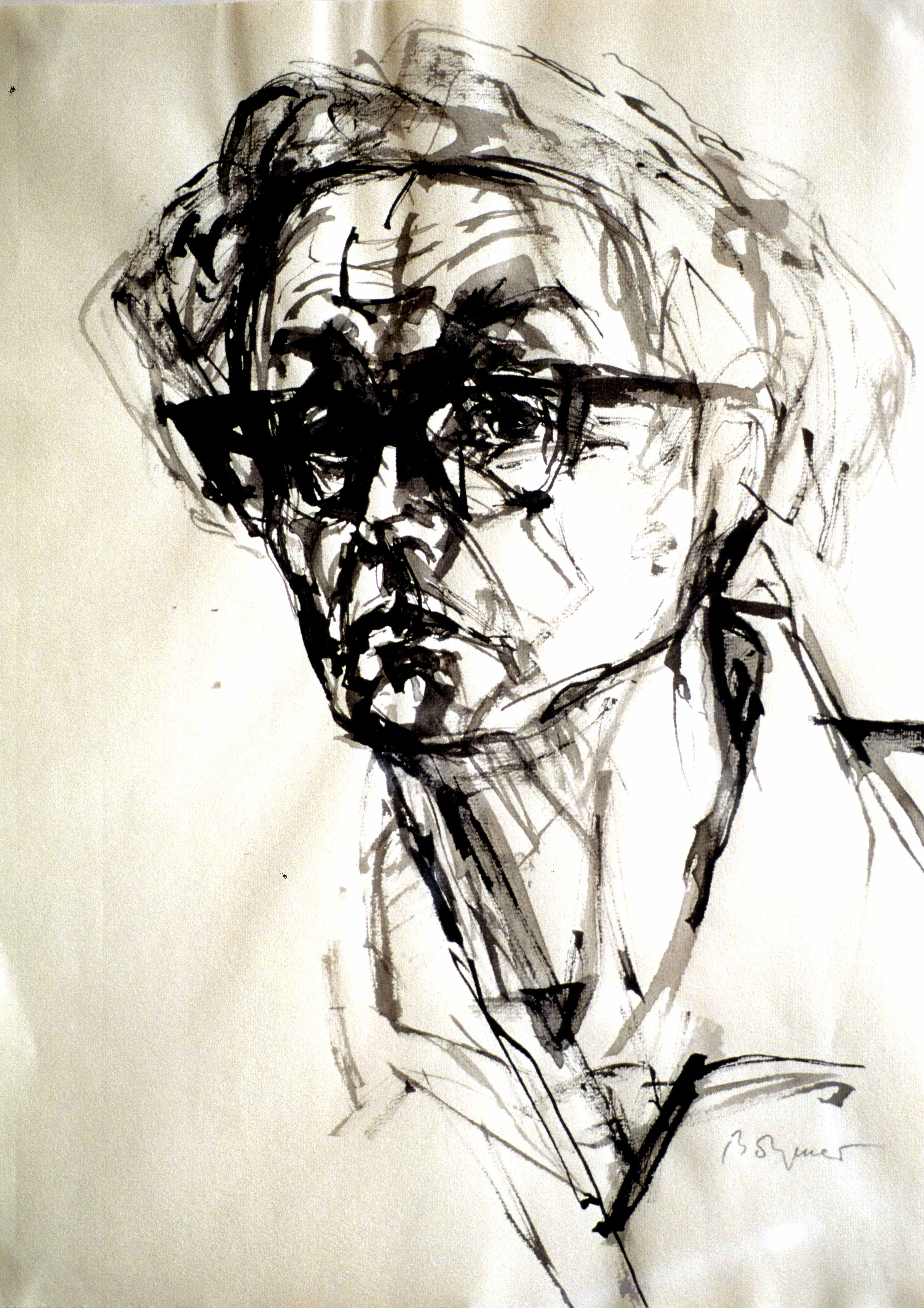
Gunter Böhmer: „Selbstbildnis“ 1978 (Tuschpinselzeichnung)

Gunter Böhmer (* 13. April 1911 in Dresden; † 8. Januar 1986 in Montagnola, Tessin, Schweiz) war ein deutsch-schweizerischer Maler, Zeichner und Buch-Illustrator, der seine Arbeit auch schriftstellerisch begleitete.
Gunter Böhmers Werk zeigt breite stilistische Vielfalt. Obwohl er sich überwiegend dem Zeichnen widmete und Tausende Zeichnungen, Entwürfe und Skizzen, daneben auch eine Reihe von Gemälden, diverse Porträts und zahlreiche Aquarelle hinterließ, wurde er der Öffentlichkeit vor allem durch seine vielen einfühlsamen Buch-Illustrationen bekannt. Fritz Löffler, langjährig für die Dresdner Kunstsammlungen engagiert, zählt Gunter Böhmer zu den ganz großen Zeichnern des 20. Jahrhunderts wie Otto Dix und Illustratoren wie Josef Hegenbarth.

## Leben

### Ausbildung
Gunter Böhmer begann nach dem Abitur 1930 zunächst ein Studium der Malerei und Grafik an der Akademie in Dresden, wo er ohne Prüfung aufgenommen wurde. Gleichzeitig studierte er Germanistik an der Dresdner Hochschule. Anschließend studierte er von 1931 bis 1933 an der Kunstakademie Berlin bei Emil Orlik und Hans Meid, wo er auch Max Slevogt begegnete und im Musikerkreis um den Komponisten Justus Hermann Wetzel lebte.

### Künstlerisches Schaffen

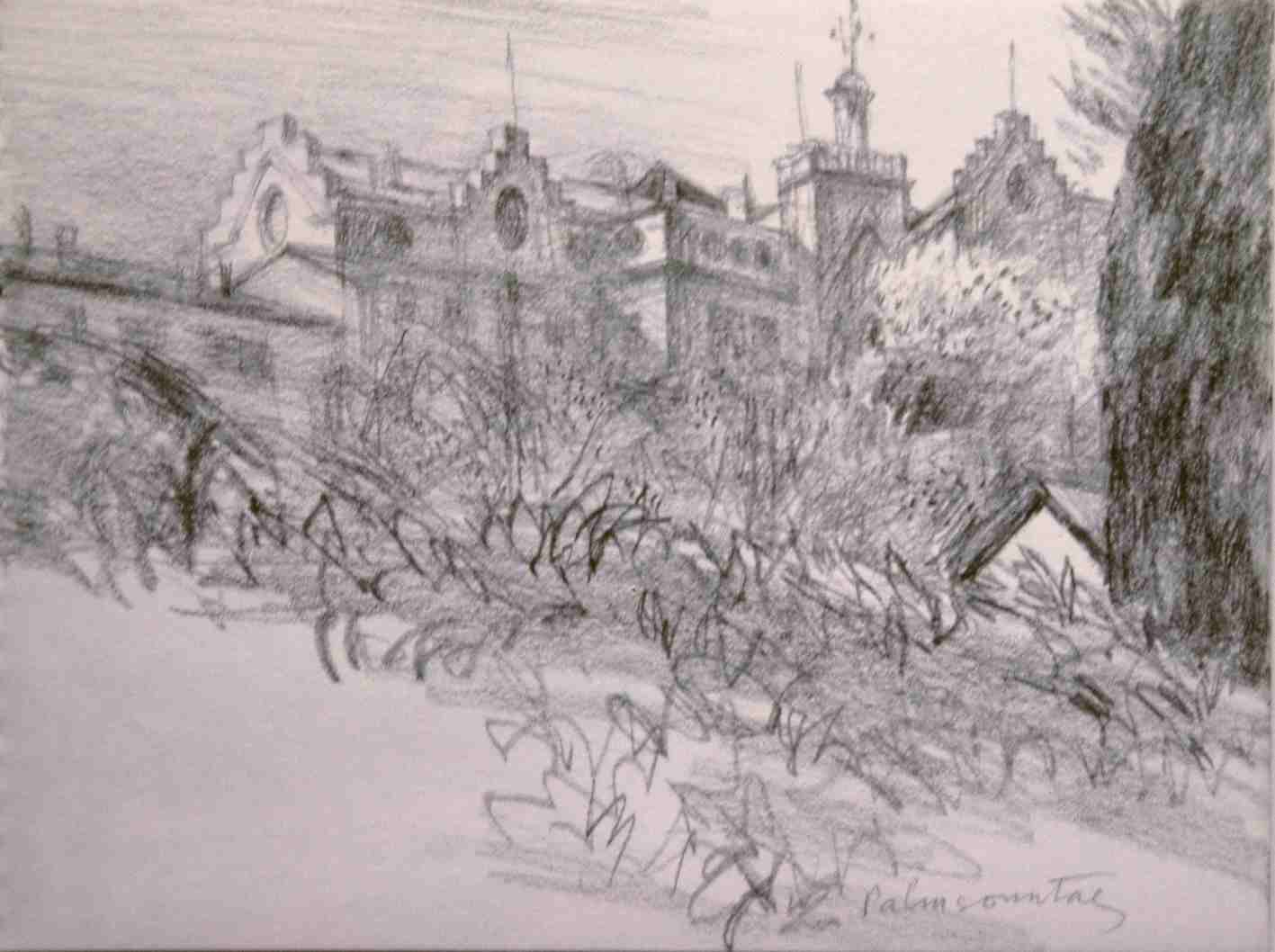
Gunter Böhmer: Casa Camuzzi (Bleistiftzeichnung)

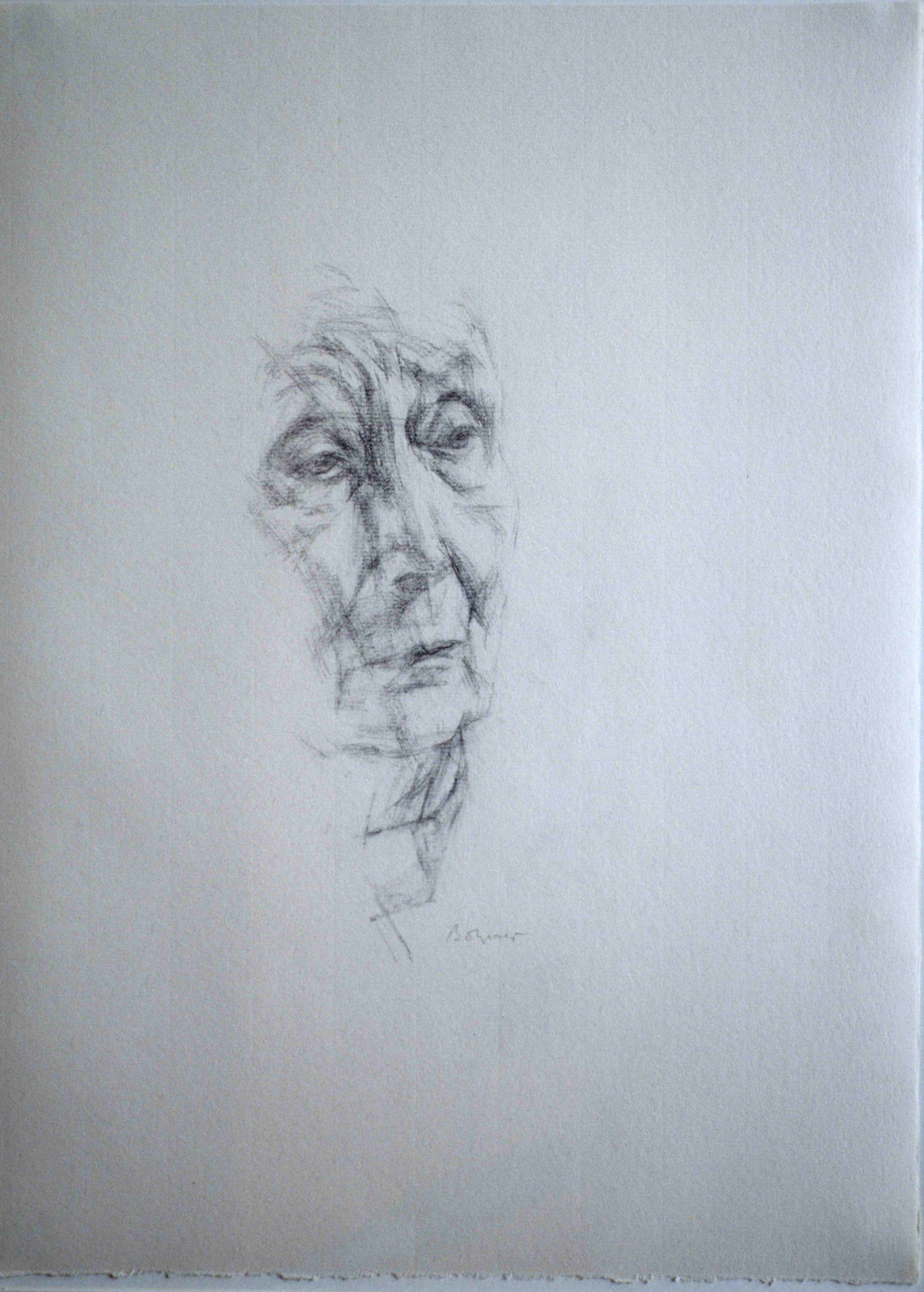
Gunter Böhmer: „Meine Mutter“ 1972 (Bleistiftzeichnung)

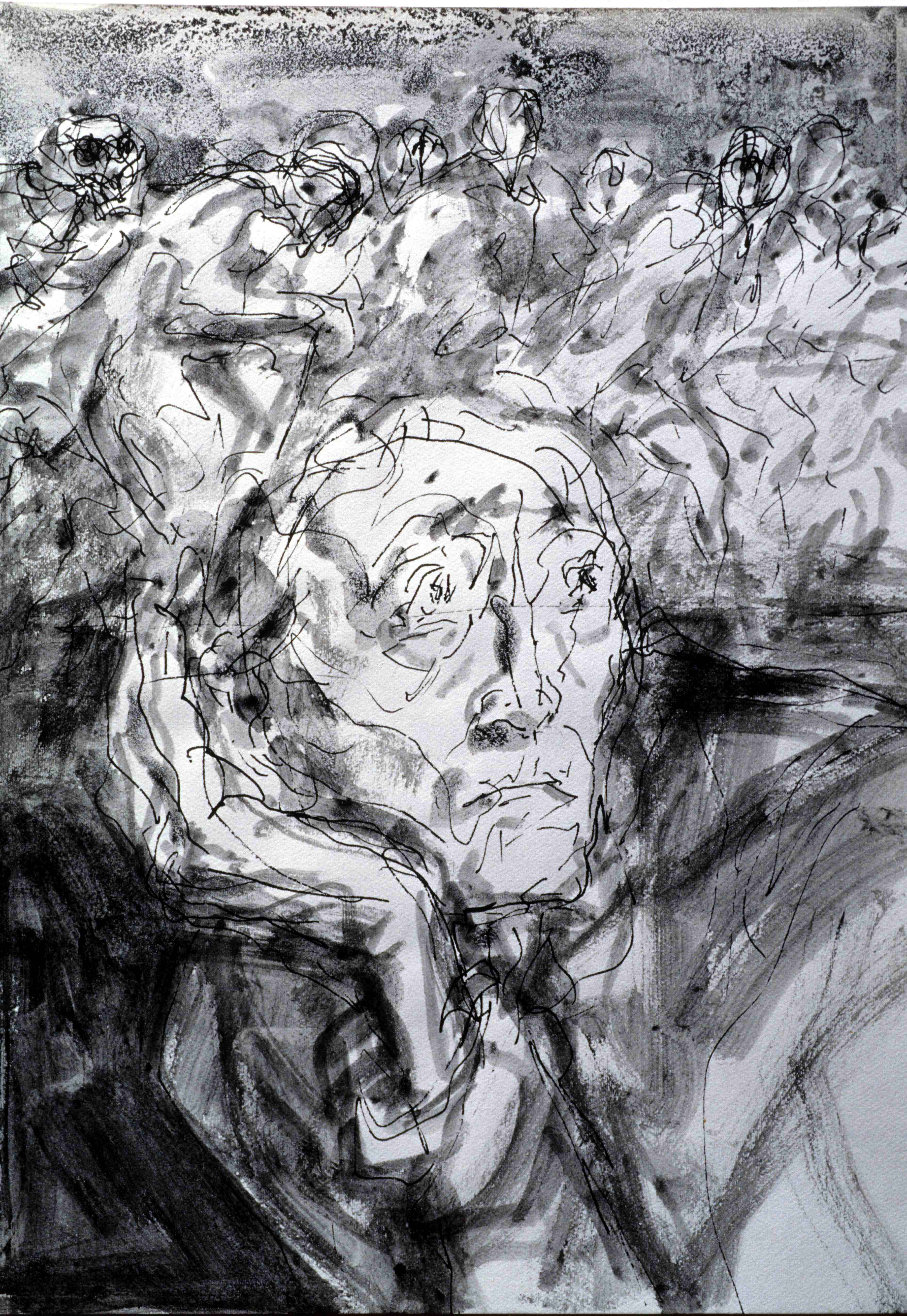
Gunter Böhmer: „Albtraum“ 1979 (Tuschzeichnung)

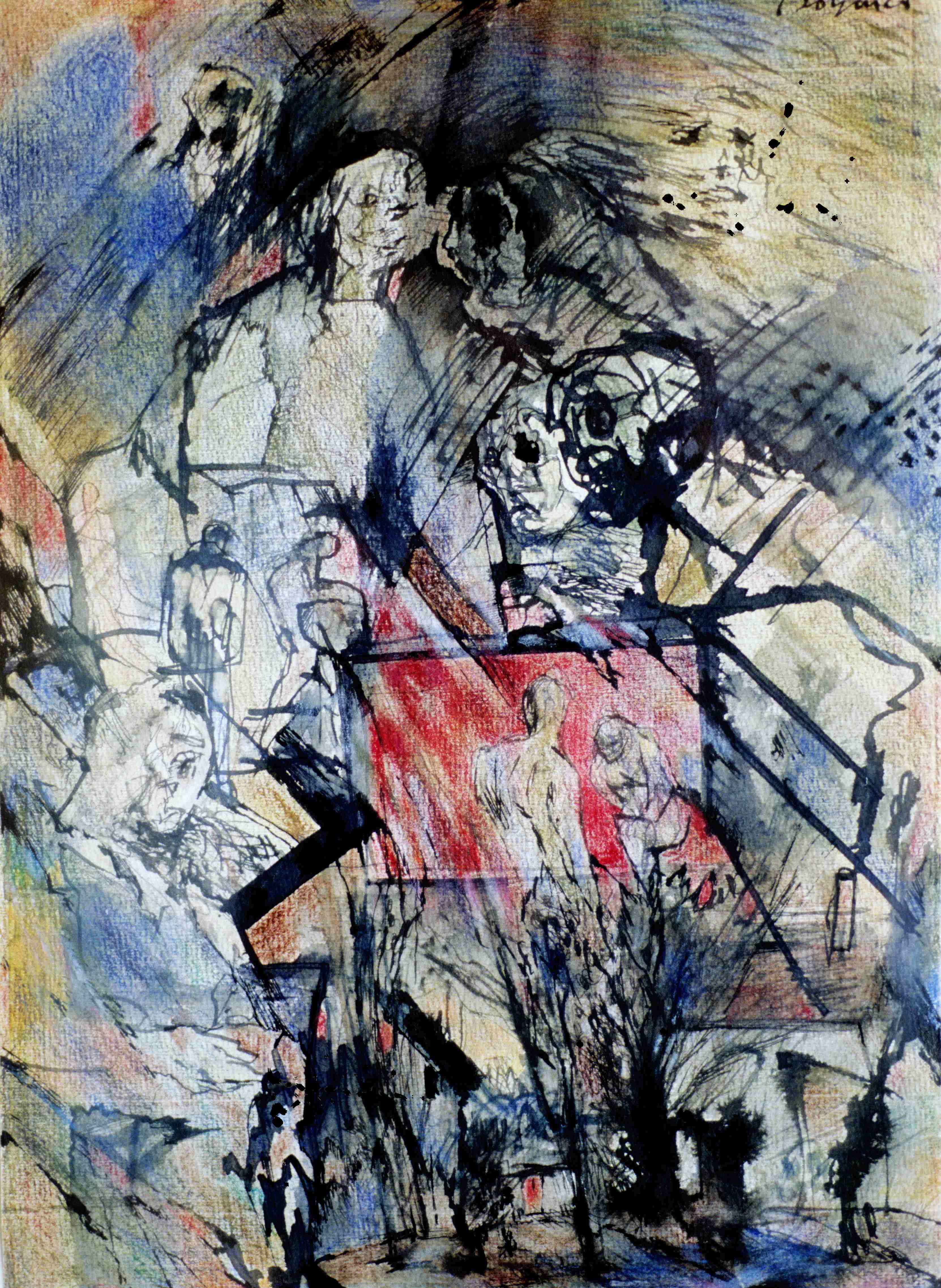
Gunter Böhmer: „Bedrohung“ 1980 (Aquarell)

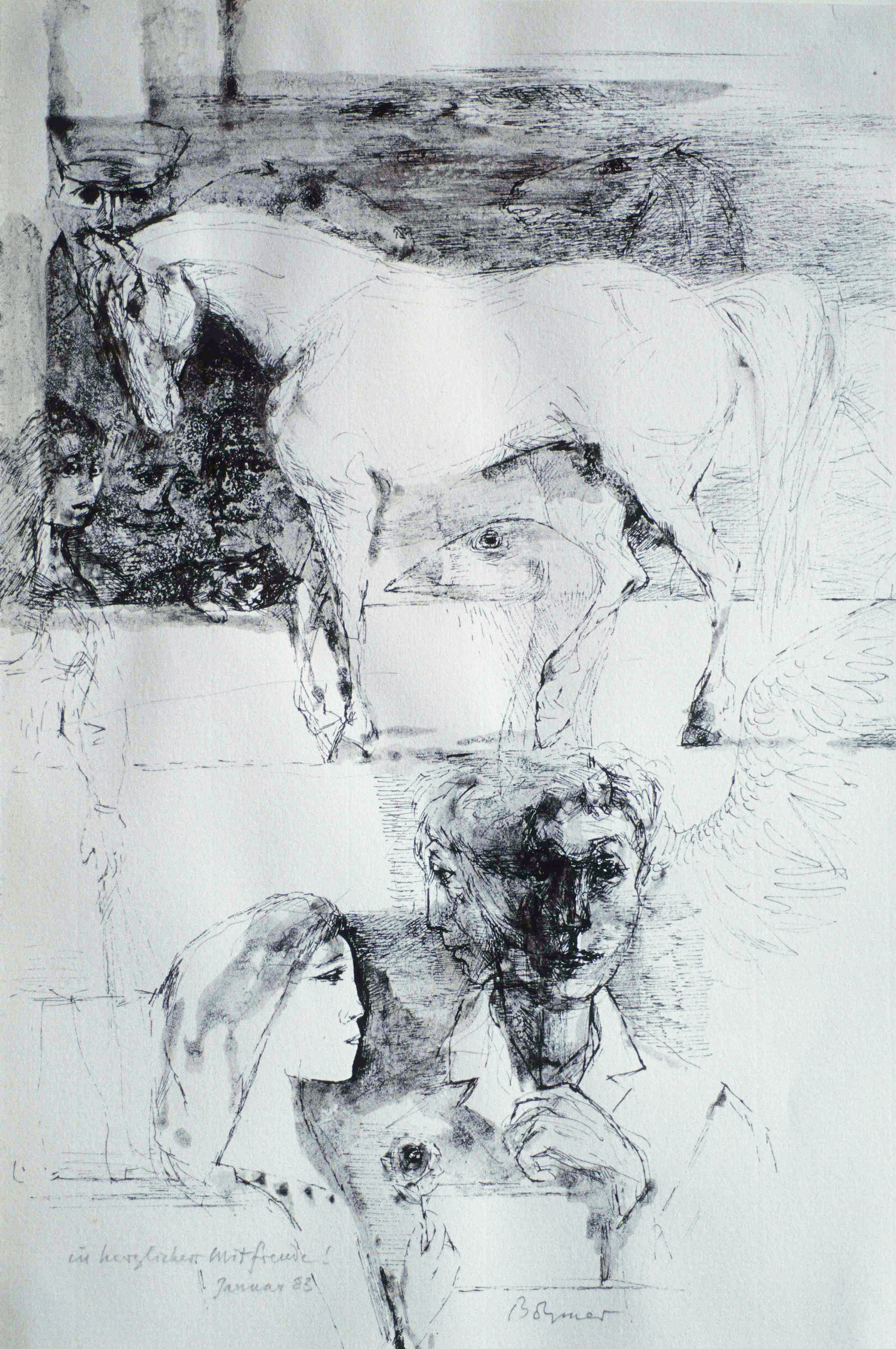
Gunter Böhmer: „Zirzensische Szene“ 1981 (Tuschzeichnung)

Platte des Urnengrabs von Gunter Böhmer auf dem Friedhof von San Abbondio, Gentilino (Schweiz)

1933 folgte Böhmer einer Einladung Hermann Hesses nach Montagnola (Tessin) und nahm Wohnung in der Casa Camuzzi, die bis zu seinem Tode sein Hauptwohnsitz bleiben sollte. Hesse machte Böhmer mit dem Verleger Samuel Fischer bekannt, und Böhmer erhielt den Auftrag zu ersten Buch-Illustrationen für den S. Fischer Verlag. Nach diesem Anfang illustrierte Böhmer insgesamt nicht weniger als 133 Werke der Weltliteratur, u. a. von Hesse, Thomas Mann, Goethe, Büchner, Dostojewski, Stendhal, Flaubert, Musil, Kafka oder Robert Walser.
In den Jahren 1934 bis 1936 hielt sich Böhmer immer wieder in Italien auf, so in Rom, Arezzo, Florenz, Venedig und Verona. Er arbeitete mit Giovanni Mardersteig von der bekannten Officia Bodoni in Verona zusammen und beteiligte sich 1936 an der Biennale Venedig. 1936 erfolgte auch ein Studienaufenthalt in Paris, wo ihn Paul Cézanne und Pablo Picasso am meisten bewegten. Im selben Jahr reiste er nach Rouen zur Vorbereitung der Illustrationen von Gustave Flauberts Roman „Madame Bovary“. 1938 lebte er einige Zeit als Mitarbeiter der Editions Albatros in Paris. 1939 besuchten ihn die Maler Karl Hofer und Louis Moilliet sowie der Kulturhistoriker und Diplomat Wilhelm Hausenstein in Montagnola. Zu seinem Freundeskreis zählten außer Hermann Hesse inzwischen der Schweizer Arzt und Schriftsteller Max Picard, Emmy Ball-Hennings (die Witwe von Hugo Ball) und die Gobelinweberin Maria Geroe-Tobler. Im Dezember 1934 malte er ein Halbfigurenbild der Künstlerin mit der ihn im Laufe der Jahre eine tiefe Freundschaft verband. Während des Zweiten Weltkrieges lebte Böhmer in der Schweiz.
1945 heiratete er die bekannte Gobelinweberin Ursula Bächler (1920–1995) aus St. Gallen. Sie war eine Tochter des Prähistorikers Emil Bächler und die Nichte von Maria Geroe-Tobler. 1949 unternahm er mit dem Maler Hans Purrmann eine Studienreise nach Ospedaletti (Italien). 1950 traf er auf Ischia mit dem Maler Werner Gilles zusammen. 1951 erhielt er das Bürgerrecht von Montagnola. Im selben Jahr schrieb Leopold Zahn in der Zeitschrift Das Kunstwerk: „Den großen Umfang seiner außergewöhnlichen Begabung läßt die munifizente Faksimile-Ausgabe seiner Zeichnungen und Aquarelle ahnen, die von den ‚Oltener Bücherfreunden‘ als ‚Tagebuch eines Malers‘ veranstaltet wurde“. 1952 besuchte er Raoul Dufy in dessen Pariser Atelier Impasse Guelma, und 1953 folgte ein weiterer längerer Aufenthalt in Paris. Von 1957 an hielt sich Böhmer häufiger in Deutschland auf, wo seine Werke immer öfter ausgestellt wurden. Böhmer ließ sich bei der Buchillustration von der Zeichenkunst Joseph Hegenbarths anregen.

### Künstlerisch-pädagogisches Wirken
Zum Wintersemester 1960/61 wurde Gunter Böhmer an die Staatliche Akademie der Bildenden Künste Stuttgart berufen und übernahm in der Nachfolge des vorzeitig ausgeschiedenen Karl Rössing die Leitung der Klasse für freie Grafik und Illustration. 1961 erfolgte die Ernennung zum Professor. Er prägte nicht nur künstlerisch, sondern auch durch seine Person auf nachhaltige Weise Studenten seines Faches durch die Intensität seiner Arbeitsweise:
„Die jungen Leute müssen sich ein Leitbild suchen und auch finden. Doch das ist nichts Statisches: Leitbilder müssen sich mit dem eigenen Entwicklungsprozess ändern. Man muss sich mit dem augenblicklichen Leitbild immer aufs Neue auseinandersetzen, sich auch wieder andere Leitbilder suchen, sonst bleibt man stehen.“
Sein künstlerisches Wirken sah Böhmer unter für ihn zentralen Lebensthemen, die er vorwiegend in dualen Begriffspaaren strukturierte:
- Gegensätze: Sinnesfreude  –  Askese und Naturliebe  –  Geisteskälte
- Annäherungen: Geselligkeit  –  Isolation
- Verbundenheit: Melancholie, Wehmut  –  Heiterkeit, Humor
- Mensch: Menschen  –  Dinge; Menschen  –  Natur; Menschen  –  Himmel; Letzterem angenähert das Thema Raum.
- Tag  –  Nacht und Dämmerungen
- Engel  –  Dämonen[7]

Den Kunstbetrieb und das eigene künstlerische und pädagogische Wirken betrachtete er mit einer ihn kennzeichnenden Entschiedenheit und Klarheit:
„Die Leitbildfrage ist immer auch eine Frage des eigenen Gewissens: Wer einem die eigene Egozentrik bestätigt, der ist sicher ein falsches Leitbild.“
Gunter Böhmer bildete sowohl freie Künstler wie künftige Kunsterzieher aus, und seine Klasse zählte zu den am stärksten frequentierten an der Stuttgarter Akademie. Zu den Künstlern, die bei ihm studierten, gehören u. a.: Uta Iber, Susann Rysavy, Bernhard Rebmann, Heinz Eberhardt, Dietrich Klinge, Brigitte Pfaffenberger, Volker Sammet, Horst Peter Schlotter, Klaus Waschk.

## Auszeichnungen
Bei seinem Ausscheiden aus der Stuttgarter Kunstakademie 1976 erhielt Gunter Böhmer die Verdienstmedaille des Landes Baden-Württemberg. 1980 war Böhmer Ehrengast der Deutschen Akademie Villa Massimo in Rom. Im selben Jahr erhielt er die Hermann-Hesse-Medaille der Stadt Calw und wurde zum Ehrenmitglied der Staatlichen Akademie der Bildenden Künste Stuttgart ernannt. 1981 verlieh ihm der deutsche Bundespräsident den „Verdienstorden der Bundesrepublik Deutschland 1. Klasse“. 1982 erhielt Böhmer von den Staatlichen Kunstsammlungen Dresden die Semper-Medaille.

## Werke
Gunter Böhmers Werk gliedert sich in
- Freie Zeichnungen, Aquarelle und Ölbilder: „… meine gesamte Arbeit hat ja einen biografischen Charakter.“ (Gunter Böhmer)
- Buchgrafik (Illustrationen): Böhmer hat rund 150 Bücher (viele der Weltliteratur) illustriert und für viele Hunderte Publikationen Umschläge und Einbände geschaffen.
- Druckgrafik, darunter auch Exlibris, in unterschiedlichsten Techniken
- Zeichnungsbücher: „Meine Maler-Tage- und Nächtebücher enthalten die Antworten auf Innen- und Außenwelten und entstehen so, wie ich atme; eine organische Notwendigkeit, also kein Wählen und Entschließen – ein Lebenstrieb.“ (Gunter Böhmer)
- Schriftliche Werke, teils als eigenständige Bücher, teils als Beiträge zu Aufsatzsammlungen u. a.
- Eine Besonderheit im Schaffen Gunter Böhmers stellen seine „Akademie-Zeichnungen“ dar: Blätter kleineren und größeren Formats in verschiedener Technik, von der spontanen Skizze bis zur durchkomponierten Konzeption reichend, allesamt während der Zeit seines Wirkens an der Stuttgarter Akademie entstanden. Die über 1000 Zeichnungen umfassende Kollektion, ein einzigartiges zeitgeschichtliches Dokument, wurde 1978 vom Land Baden-Württemberg für die Sammlung der Akademie erworben und erstmals 1987 von Wolfgang Kermer auf der Grundlage von Angaben des Künstlers in einer Auswahlpräsentation unter dem Titel „Gunter Böhmer an der Stuttgarter Kunstakademie“ veröffentlicht.[10]

## Ausstellungen
- 1965: Gunter Böhmer: Zeichnung, Graphik, Illustration, Der Kunstkreis Hameln, Ausstellung im Studio, Hameln, 27. März bis 18. April '65
- 1971: Werke der letzten Jahre, Städtische Galerie Schwarzes Kloster, Freiburg im Breisgau[11]
- 1973: 35 Zeichnungen aus den Jahren 1972/73, Galerie der Stadt Stuttgart, Kunstgebäude am Schlossplatz, Stuttgart[12]
- 1977: Hermann Hesse, seine Gestalt, Umwelt, Dichtung in Bildern von Gunter Böhmer, Museum der Großen Kreisstadt Calw[13]
- 1977: Gunter Böhmer: Malerei, Zeichnung, Hans-Thoma-Gesellschaft e. V., Reutlingen, Spendhaus[14]

## Stiftungen und Schenkungen
Gunter Böhmer hat eine Reihe von Stiftungen gemacht und größere Schenkungen seiner Werke an Museen und andere Institutionen gegeben. U. a. sind dies
- Hermann-Hesse-Museum, Calw
- Staatliche Akademie der Bildenden Künste Stuttgart
- Deutsches Literaturarchiv (Schiller-Nationalmuseum) Marbach
- Staatliche Kunstsammlungen Dresden
- Städtische Galerie Albstadt

## Nachlass
Nach dem Tod ihres Ehemannes wünschte sie sich seine Frau die Errichtung einer Stiftung zur Würdigung des Werkes ihres Mannes und für die zukünftige Belebung und Bekanntmachung seines Nachlasses. Die Erben setzten diesen Wunsch in die Tat um und am 23. Oktober 1996 wurde die Fondazione Ursula e Gunter Böhmer mit Sitz in Gentilino gegründet in direkter Nachbarschaft zum einstigen Wohnort des Künstlers in der Casa Camuzzi in Montagnola.

## Schriften
- Ein Sommer in Paris. Aldus Manutius Verlag, Zürich und Stuttgart 1959, o. ISBN
- Schriftliches. Vereinigung Oltner Bücherfreunde, Olten 1961, o. ISBN
- à propos Freie Graphik. In: Akademie-Mitteilungen 5 / Staatliche Akademie der bildenden Künste Stuttgart / Für die Zeit vom 1. November 1973 – 31. März 1974 / Hg. Rektor der Staatlichen Akademie der bildenden Künste Stuttgart, Stuttgart 1974. Abb. S. 21–24 [Text-Faksimile]
- Gunter Böhmer, Hermann Hesse: Dokumente einer Freundschaft. Zusammenstellung: Ursula Böhmer, Heiko Rogge, Gerd Sieber, Hrsg. Große Kreisstadt Calw 1987, ISBN 3-926802-00-6.
- Das Tagebuch von Gunter Böhmer – Purrmanniana (zur Ausstellung „Das Tagebuch von Gunter Böhmer – Purrmanniana“, Museum Langenargen am Bodensee), Hrsg.: Eduard Hindelang, Thorbecke-Verlag, Stuttgart 2000, ISBN 3-7995-3168-8.